# دكتور مارتينز
دكتور مارتينز (بالإنجليزية: Dr. Martens)‏ هي شركة لباس قدم وملابس إنجليزية،يقع مقر الشركة في نورثامبتونشير.